# خبرنامه (مجموعه تلویزیونی)
خبرنامه یک مجموعه تلویزیونی محصول سال۱۳۶۶ به کارگردانی منصور تهرانی، نویسندگی محمد کیانی و تهیه‌کنندگی محمد کیانی می‌باشد که از صدا و سیما پخش شد.
دو برادر به نام‌های «یدالله» و «اسماعیل» در قهوه‌خانه بینِ راهی پدرشان در حاشیه جاده قم-اراک در روستای راهجرد کار می‌کنند و در جریان پیروزی انقلاب اسلامی قصد دارند با فعالیت سیاسی، مردم روستای خود را با پخش اعلامیه از اخبار روز مطلع کنند. اعلامیه‌ای که آنها بین مردم پخش می‌کنند «خبرنامه» نام دارد.

## بازیگران
- اکبر دودکار
- رحمان مقدم
- روح‌انگیز مهتدی
- سیروس اعوانی
- علی پویان
- علی میری
- عنایت‌الله بخشی
- فرشید سلیمی
- مجید نوروزی
- محمد جاهدنیکو
- مسعود رحمانی
- هدایت الله نوید
- سعید توحیدی‌پناه